# Ourisia confertifolia
Ourisia confertifolia är en grobladsväxtart som beskrevs av M.T. Kalin Arroyo. Ourisia confertifolia ingår i släktet Ourisia och familjen grobladsväxter. Inga underarter finns listade i Catalogue of Life.